# Vergelijkende anatomie
De vergelijkende anatomie is de studie van gelijkenissen en verschillen tussen organismen. Het is nauw verwant met evolutiebiologie (de bestudering van evolutie) en met fylogenetica (de studie van het ontstaan van groepen organismen). 

Vergelijkende anatomie bestudeert overeenkomsten en verschillen in organismen. Homologe botten in het bovenste ledemaat van verschillende vertebraten.

## Twee belangrijke concepten in vergelijkende anatomie
1. De homologe structuren zijn structuren (lichaamsdelen/anatomie) die in verschillende soorten gelijkaardig zijn omdat de soorten een gemeenschappelijke voorvader hebben. Zij kunnen verschillende functie hebben.
2. De analoge structuren zijn structuren die gelijkaardig in verschillende organismen omdat zij in een gelijkaardig milieu evolueerden en geen gemeenschappelijke voorvader hebben. Zij hebben gewoonlijk overeenkomstige functie. Een voorbeeld is de vorm van het torpedolichaam van bruinvissen en haaien. Zij allebei evolueerden in een watermilieu, maar hebben verschillende voorvaderen.